# Три О
Ансамбль интуитивной музыки ТРИ"О" — советская и российская музыкальная группа.

## Участники группы

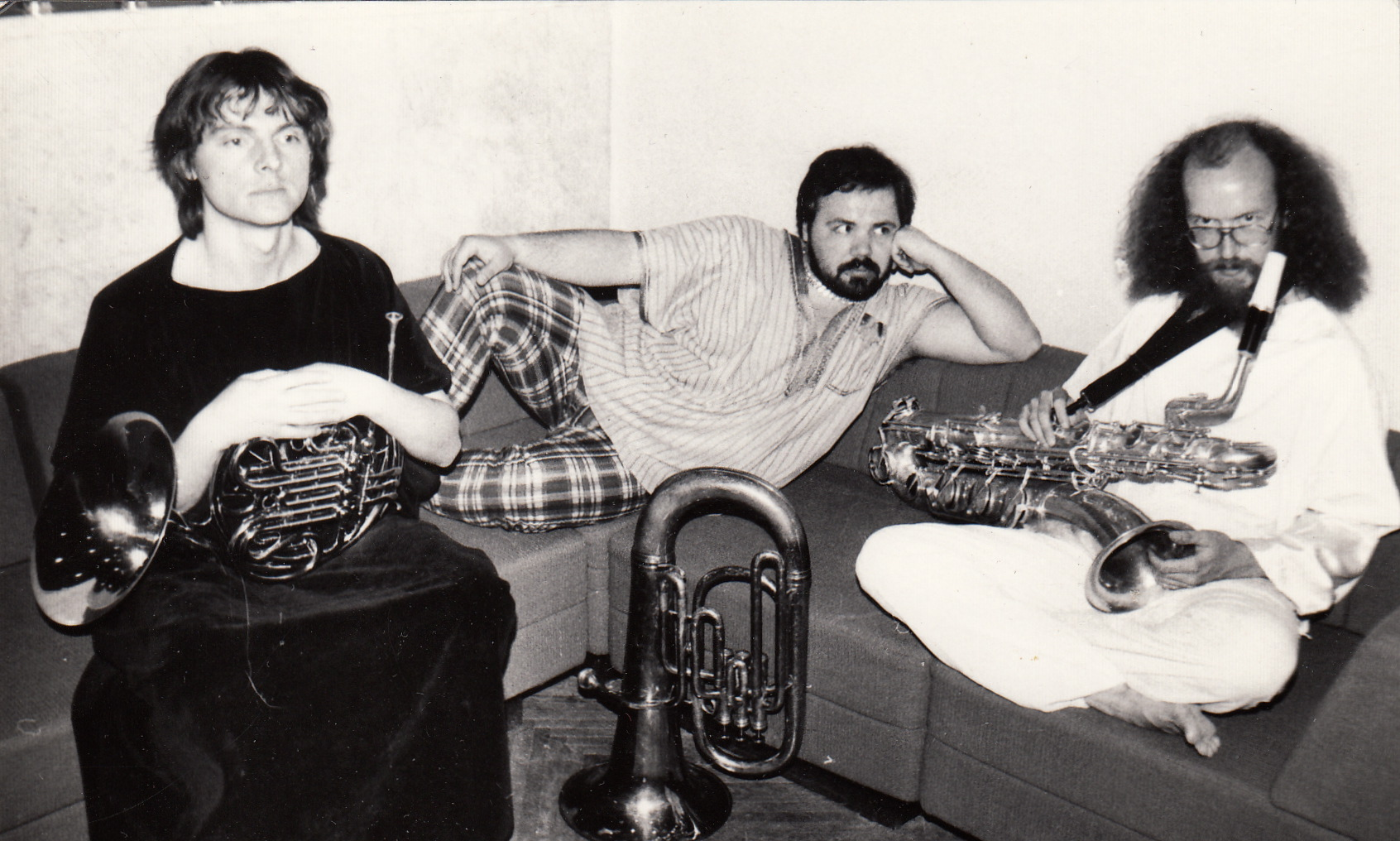
Три"О": Аркадий Шилклопер, Аркадий Кириченко, Сергей Летов

- Сергей Летов — саксофон, бас-кларнет, флейты
- Юрий Парфенов — труба, альт-хорн, карманная труба
- Александр Александров — фагот
- Аркадий Шилклопер — валторна, ягд-хорн, альпийский рог
- Аркадий Кириченко — туба, эуфониум, вокал

## Дискография
- ТРИ «О». Триалог. SoLyd Records, SLR 0031, 1995
- Document. New music from Russia. The 80-s. Leo Records CD LR 805
- ТРИ «О» и один Д. А. Пригов. ХОР рекордз HCD / 056a Pentagramma
- TriO & Sainkho (Сайнхо Намчылак). Forgotten streets of St. Petersburg Leo Records CD LR 439
- Три «О» и Юрий Яремчук. Был ли Ленин во Львове? 1997.

### Винил
- Три отверстия. Ансамбль современной музыки "Три «О». Мелодия С60-28461
- Международный Джазовый Фестиваль Ленинград `89. Мелодия С60-30587 (Сайнхо + Сергей Летов + Александр Александров)